# Mk.17

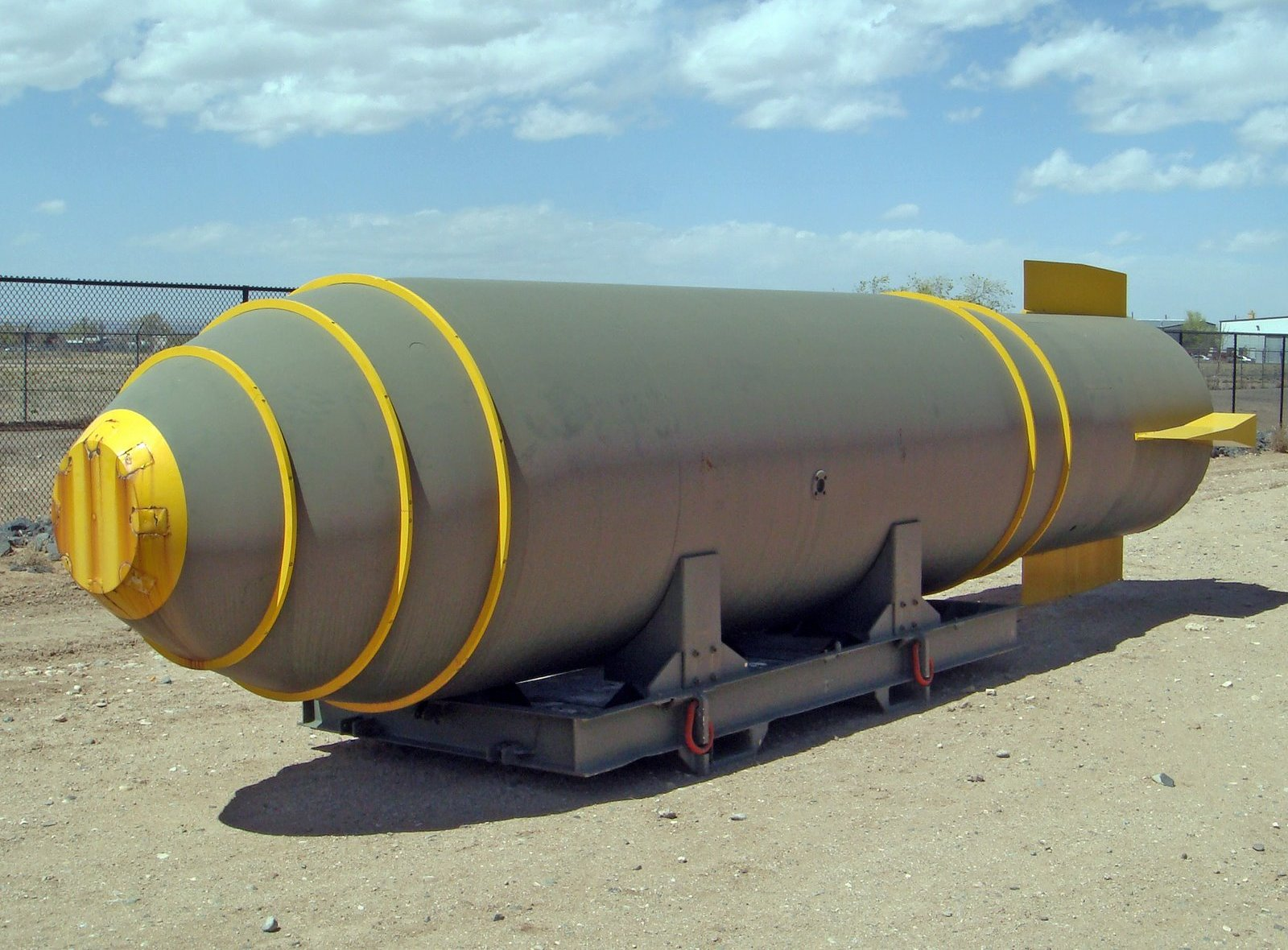
Mk.17

Mk.17 — первая термоядерная бомба на дейтериде лития в арсенале США; первая серийно производившаяся американская термоядерная бомба. Самое крупногабаритное и массивное термоядерное оружие в американском арсенале. Была разработана Лос-Аламосской национальной лабораторией.

## История
Успешное испытание «Ivy Mike» в 1952 году продемонстрировало принципиальную возможность создания термоядерного оружия мегатонного эквивалента. Однако, использованная в нём схема на криогенном термоядерном топливе (сжиженном дейтерии) была несовершенна и малопригодна для практического применения. Поддержание дейтерия в жидком состоянии требовало мощных криогенных установок; в результате, экспериментальный заряд имел чудовищные габариты и вес более 80 тонн, что делало его совершенно нетранспортабельным.
Американским инженерам удалось разработать более компактную версию этого заряда, в которой массивную систему охлаждения заменили сосудами Дьюара, из которых непрерывно пополнялся запас жидкого дейтерия. Полученная бомба была пригодна для транспортировки тяжелыми бомбардировщиками, но сложна, ненадежна и неудобна в эксплуатации.
С технической точки зрения, термоядерное оружие на жидком дейтерии было тупиковым направлением. Физики считали возможным создать термоядерное оружие на твердом термоядерном топливе — дейтериде лития-6. Первый проект термоядерной бомбы на твердом топливе, получивший обозначение TX-17 был готов в 1953 году; при этом возник вопрос, будет ли более эффективно использовать обычный, либо обогащенный дейтерид лития. В конечном итоге, работы над проектом TX-17 продолжились в направлении использования обычного дейтерида лития, а аналогичный по конструкции заряд на обогащенном до 40 % дейтериде лития получил обозначение TX-24.

## Конструкция
Бомба Mk.17 имела цилиндрическую форму с закругленным носом и небольшим сужением на хвосте. В носовой части бомбы находился плутониевый праймер Mk.5 мощностью около 100 килотонн тротилового эквивалента, игравший роль инициатора реакции. Большую часть объёма бомбы составлял массивный цилиндрический контейнер с дейтеридом лития, окруженный урановым отражателем и пластиковым наполнителем вокруг.
Мощность бомбы составляла порядка 10-15 мегатонн тротилового эквивалента.
Основным способом применения бомбы являлся сброс на парашюте с последующим подрывом по барометрическому датчику на заданной высоте. Поздние версии также имели контактный детонатор, позволяющий применять бомбу для поражения укрепленных заглубленных или подземных сооружений.

## Характеристики
- длина — 7536 мм
- диаметр — 1560 мм
- масса — 21 тонна
- энергия взрыва — 10-15 мегатонн

## Модификации
- EC-17 — прототип устройства, разработанный в 1954 году. Принят на вооружение как временная мера, до появления более совершенного термоядерного оружия. Являлся свободнопадающей бомбой воздушного подрыва; из-за отсутствия замедляющего падение парашюта был опасен для самолёта-носителя. Всего изготовлено 5 единиц, снятых с вооружения в октябре 1954.
- Mk.17 Mod 1 — серийная версия бомбы, оснащенная 30-метровым парашютом для замедления спуска. Могла безопасно применяться с существовавших бомбардировщиков.
- Mk.17 Mod 2 — отличалась от предыдущей версии наличием контактного взрывателя, для подрыва в момент контакта с поверхностью. Создавалась для поражения особо прочных подземных сооружений.

Всего в 1954—1955 было изготовлено 200 бомб Mk.17 Mod 1 и Mod 2

## На вооружении
Бомбы Mk.17 были приняты на вооружение в 1954 году. На тот момент это было сильнейшее термоядерное оружие в мире, и единственное (вместе с близкой по конструкции Mk.24), производившееся в больших количествах. Двести термоядерных бомб этого типа, поступившие в арсеналы ВВС США в 1954—1955 году, обладали общим мегатоннажем порядка 2000-3000 мегатонн — почти в двадцать раз больше, чем у всего имевшегося на тот момент арсенала обычных ядерных бомб.
В мае 1957 года, одна бомба Mk.17 была непреднамеренно сброшена с бомбардировщика B-36, заходившего на посадку на авиабазе Киртланд. Отделившись от креплений, бомба проломила створки бомболюка и упала с высоты 520 метров. Хотя бомба была не взведена, от удара взрывчатое вещество праймера частично сдетонировало, разрушив бомбу и разбросав радиоактивный материал. Предпринятые мероприятия по очистке местности были успешны, но, тем не менее, отдельные радиоактивные фрагменты бомбы находят до сих пор.
Главным недостатком этого оружия являлись его чудовищные габариты и вес. Бомбы такого типа могли быть эффективно доставлены к цели только тяжелыми бомбардировщиками B-36 — но эти самолёты уже устаревали и должны были быть вскоре списаны. Планировавшийся на замену B-36 реактивный бомбардировщик YB-60 проиграл конкурс обладавшему лучшими летными характеристиками B-52; но B-52 был не в состоянии нести сверхтяжелые термоядерные заряды из-за ограниченного размера своих бомбовых отсеков. В 1957 году, с появлением новых, более совершенных термоядерных зарядов, бомбы Mk.17 были сняты с вооружения.

## Mk.24
Параллельно с бомбой Mk.17 была разработана практически идентичная ей бомба Mk.24, отличавшаяся применением обогащенного изотопа Литий-6. Обе бомбы имели одинаковые корпуса, но Mk.24 была несколько легче.